# 膳食纖維
膳食纖維（英語：dietary fiber）是指不能被人體消化酶分解、固有且完整的植物源食物成分；膳食纖維的化學成分，是多種非澱粉多醣及木質素（一種芳香族高聚物）的植物物質，主要存在於植物細胞壁，少量存在於細胞間質中；包括纖維素、半纖維素（如：阿糖基木聚糖）、果膠、樹膠、甲殼質（真菌）、抗性淀粉、抗性糊精、菊糖、β-葡聚醣、低聚糖，以及不屬於多糖的木質素及植物蠟（棕櫚）等。
功能纤维（英語：functional fiber）则是指提取或合成得到、同樣不可消化、但对人体生理有益的多糖，常加入食物中作补充剂。总纤维就是膳食纤维与功能纤维的总和。

## 種類
可溶性纤维
可溶于水，吸收水分后成为凝胶状黏稠半流体；在结肠中細菌作用下易于发酵生成气体与生理活性副产物，但可降低血清中胆固醇浓度，是一种益生元。某些可溶性纤维阻止肠粘膜粘连与潜在致病细菌迁移（translocation）因此能调理肠道炎症，这种效果称为contrabiotic。
不可溶性纤维
不溶于水，是新陈代谢惰性，提供增积（bulking），可以是不发酵，例如木质素能够改变可溶性膳食纤维的吸收速率；也可以使益生元且在大肠中发酵，如抗性淀粉。增积纤维在通过消化道时吸收水分促进排便。

## 功用
在消化系統中有吸收水份的作用，膳食纖維能增加腸道及胃內的食物體積，可增加飽足感；又能促進腸胃蠕動，可舒解便秘增加糞便量和加速身體中廢物的排除。除了減少腸道與致癌因子的接觸，並會改變腸中的細菌種類，提供短鍵脂肪酸，維持腸內黏膜的正常分化，避免癌細胞的形成。另外，飲食中的纖維會中斷雌激素由肝門循環再吸收回身體，進而預防乳癌的發生，並可減少大腸直腸癌、食道癌、胃癌、攝護腺癌、子宮內膜癌以及卵巢癌的發生。
世界衛生組織和各国营养学界对膳食纤维的摄入给出了统一的建议，即每人每天摄入量在25g-35g之间。因为每天摄入超过25克以上的纤维对健康大有裨益，有助于预防心血管疾病、糖尿病及其他一系列健康问题，但大多数人远未达到这个要求。
过量摄入纤维素可以减少食物通过肠道所需时间，导致机体不能吸收其他营养物质。因为钙，铁，锌和镁在肠道中共用转运体，所以其中一种矿物质大量消耗会使转运体系饱和，从而减少其他矿物质的转运。
水溶性膳食纖維的功能：
- 延緩胃排空
- 防止血糖急劇上升
- 降低血膽固醇

非水溶性膳食纖維的功能：
- 增加糞便體積
- 促進腸道蠕動
- 预防便秘和痔疮
- 預防憩室炎及大腸癌

## 來源
蔬菜中含有丰富的纤维素。不含纤维素食物有：鸡、鸭、鱼、肉、蛋等；含大量纤维素的食物有：粗粮、麸子、蔬菜、豆类等。因此建议糖尿病患者适当多食用豆类和新鲜蔬菜等富含纤维素的食物。中国的植物纤维食品，多是用米糠、麦麸、麦糟、甜菜屑、南瓜、玉米皮及海藻类植物等制成的。

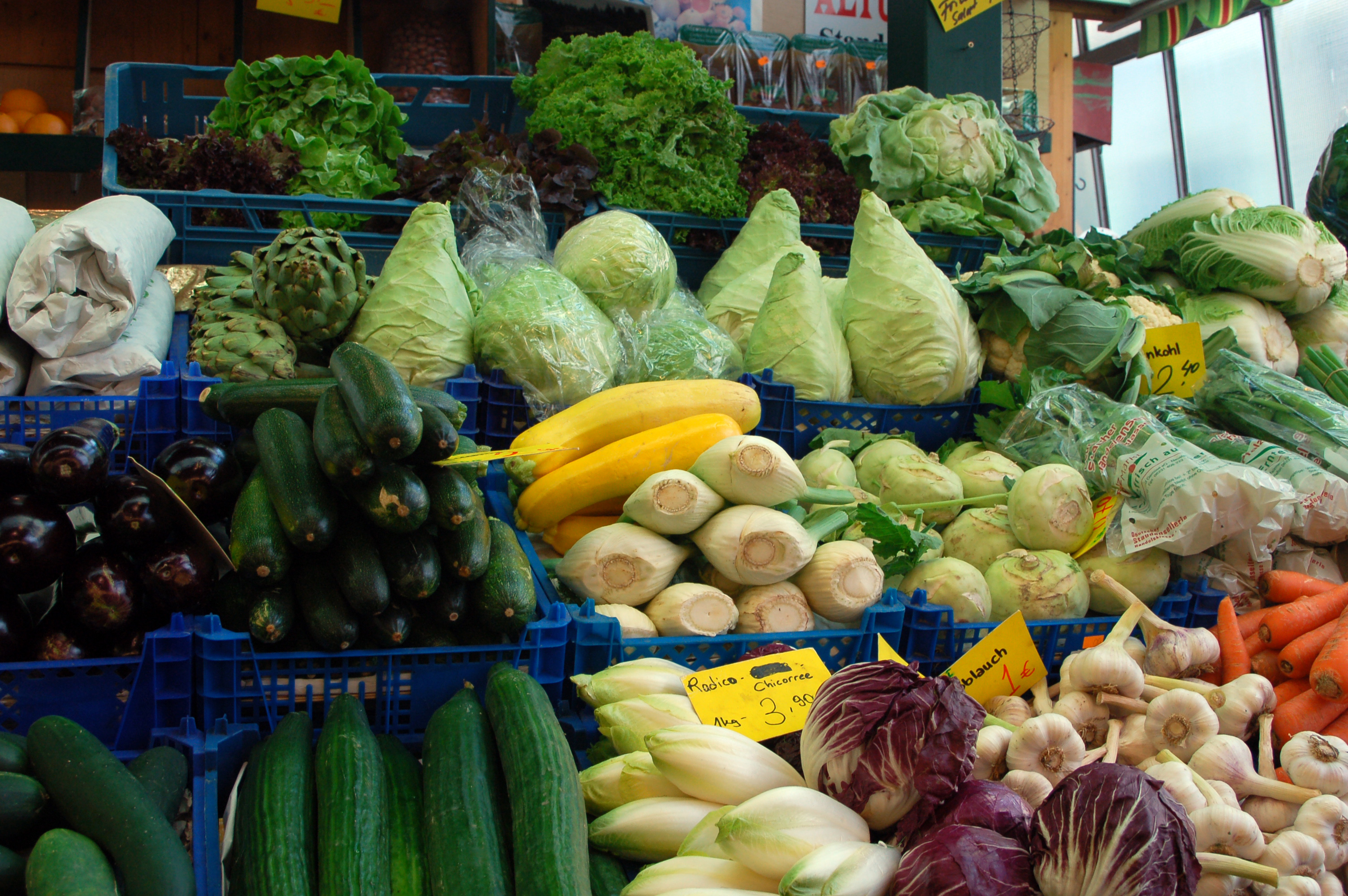
蔬菜

纤维素虽然不能由人体吸收，但具有良好的清理肠道的作用，因此成为营养学家推荐的六大营养素之一，是适合肠易激综合征患者食用的健康食品。
无论谷类、薯类还是豆类，一般来说，加工得越精细，纤维素含量越少。常见食品的纤维素含量如下：
- 麦麸：31%
- 米糠：25%
- 谷物：4%－10%，从多到少排列为小麦粒、大麦、玉米、荞麦面、薏米面、高粱米、黑米。
- 麦片：8%－9%
- 燕麦片：5%－6%
- 马铃薯、白薯等薯类的纤维素含量大约为3%。
- 豆类：6%－15%从多到少排列为黄豆、青豆、蚕豆、芸豆、豌豆、黑豆、红小豆、绿豆。
- 蔬菜类：笋类的含量最高，笋干的纤维素含量达到30%－40%，辣椒超过40%。其余含纤维素较多的有：蕨菜、菜花、菠菜、南瓜、白菜、油菜。
- 蕈类、菌类、藻类（乾）：纤维素含量最高，其中松蘑的纤维素含量接近50%，30%以上的按照从多到少的排列为：发菜、香菇、银耳、木耳。此外，紫菜的纤维素含量也较高，达到20%。
- 坚果：3%－14%。10%以上的有：黑芝麻、松子、杏仁；10%以下的有白芝麻、核桃、榛子、胡桃、葵瓜子、西瓜子、花生仁
- 水果、果干、果脯：含量最多的是紅果乾，纤维素含量接近50%，其次有桑椹乾、樱桃、酸枣、黑枣、大枣、小枣、石榴、苹果、鸭梨。
- 粗粮
- 番薯
- 亚麻籽
- 食用菌
- 膳食补充剂

注：各种肉类、蛋类、奶制品、各种油、海鲜、酒精饮料、软饮料都不含纤维素；各种婴幼儿食品的纤维素含量都极低。

## 食物中的膳食纤维
下表来自美国农业部营养数据库：
| 食物类别                          | 每份        | 纤维 g/份 |
| --------------------------------- | ----------- | --------- |
| 水果                              | 0.5 cup     | 1.1       |
| 暗绿蔬菜（Dark-green vegetables） | 0.5 cup     | 6.4       |
| 橙色蔬菜（Orange vegetables）     | 0.5 cup     | 2.1       |
| 熟后豆子（Cooked dry beans）      | 0.5 cup     | 8.0       |
| 含淀粉蔬菜（Starchy vegetables）  | 0.5 cup     | 1.7       |
| 其他蔬菜                          | 0.5 cup     | 1.1       |
| 全麦（Whole grain）               | 28 g (1 oz) | 2.4       |
| 肉类                              | 28 g (1 oz) | 0.1       |